# Гожак (Жер)
Гожа́к (фр. Gaujac) — коммуна во Франции, находится в регионе Юг — Пиренеи. Департамент — Жер. Входит в состав кантона Ломбес. Округ коммуны — Ош.
Код INSEE коммуны — 32140.

## География

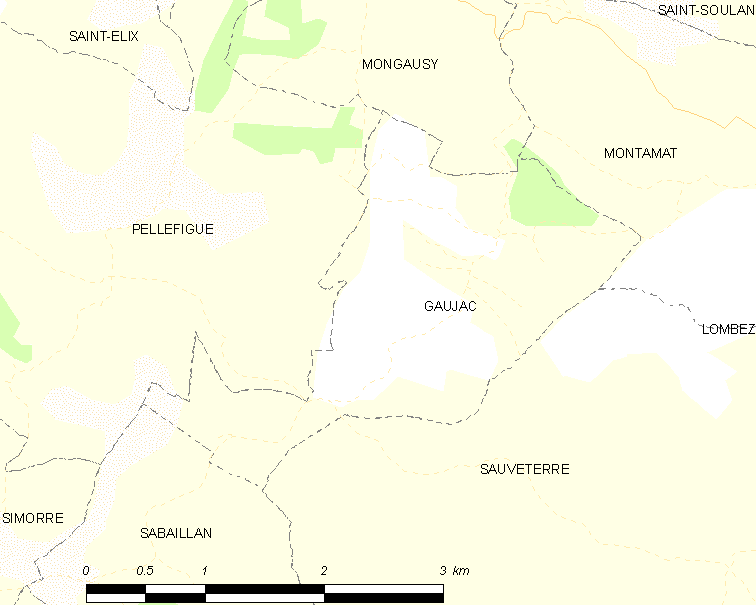
Карта коммуны

Коммуна расположена приблизительно в 610 км к югу от Парижа, в 55 км западнее Тулузы, в 28 км к юго-восточнее от Оша.

## Климат
Климат умеренно-океанический. Лето жаркое и немного дождливое, температура часто превышает 35 °С. Зимой часто бывает отрицательная температура и ночные заморозки. Годовое количество осадков — 700—900 мм.

## Население
Население коммуны на 2010 год составляло 64 человека.
| 1962 | 1968 | 1975 | 1982 | 1990 | 1999 | 2010 |
| ---- | ---- | ---- | ---- | ---- | ---- | ---- |
| 90   | 72   | 65   | 65   | 53   | 37   | 64   |

## Администрация
| Период | Период | Фамилия      | Партия | Примечания |
| ------ | ------ | ------------ | ------ | ---------- |
| 2001   | 2014   | Люсьен Берья |        |            |
| 2014   | 2020   | Анри Боннафу |        |            |

## Экономика
В 2010 году среди 34 человек трудоспособного возраста (15-64 лет) 30 были экономически активными, 4 — неактивными (показатель активности — 88,2 %, в 1999 году было 73,9 %). Из 30 активных жителей работали 26 человек (14 мужчин и 12 женщин), безработных было 4 (1 мужчина и 3 женщины). Среди 4 неактивных 0 человек были учениками или студентами, 3 — пенсионерами, 1 был неактивным по другим причинам.